# Europastraße 717
Die Europastraße 717 (kurz: E 717) ist eine Europastraße, die allein durch Italien führt. Sie beginnt als Abzweig von der Europastraße 70 bei Turin und führt in nord-südlicher Richtung von dort aus über Asti, Fossano und Cuneo nach westlich Savona. Sie ist dabei streckenidentisch mit der Autostrada A6. Ab Asti verläuft die E 74 bis Cuneo ebenfalls auf dieser Strecke. Bei Savona wird dann die E 80 erreicht. Dort endet die E 717.
Die Europastraße durchquert die Regionen Piemont und Ligurien. Sie ist mautpflichtig.